# Richmond West
Richmond West es un lugar designado por el censo ubicado en el condado de Miami-Dade en el estado estadounidense de Florida. En el Censo de 2010 tenía una población de 31.973 habitantes y una densidad poblacional de 2.880,94 personas por km².

## Geografía
Richmond West se encuentra ubicado en las coordenadas 25°36′33″N 80°25′47″O / 25.60917, -80.42972. Según la Oficina del Censo de los Estados Unidos, Richmond West tiene una superficie total de 11.1 km², de la cual 10.8 km² corresponden a tierra firme y (2.73%) 0.3 km² es agua.

## Demografía
Según el censo de 2010, había 31.973 personas residiendo en Richmond West. La densidad de población era de 2.880,94 hab./km². De los 31.973 habitantes, Richmond West estaba compuesto por el 82.32% blancos, el 7.76% eran afroamericanos, el 0.18% eran amerindios, el 1.98% eran asiáticos, el 0.02% eran isleños del Pacífico, el 4.75% eran de otras razas y el 3% pertenecían a dos o más razas. Del total de la población el 78.54% eran hispanos o latinos de cualquier raza.